# Prix Nadar Gens d'images
Le prix Nadar Gens d'images, créé en 1955 par Albert Plécy dans le cadre des Gens d'images, récompense chaque année un livre consacré à la photographie ancienne ou contemporaine édité en France au cours de l’année. Le prix est nommé en hommage au photographe et écrivain Nadar.

## Partenaires
Le prix Nadar Gens d'images est attribué sous le parrainage du ministère de la Culture, en partenariat avec la Bibliothèque nationale de France et le musée Nicéphore-Niépce.

## Jury
Le jury du prix Nadar Gens d'images est composé de personnalités appartenant aux diverses professions concernées par l'édition photographique.

### Jury 2023
- Le jury est présidé par  Sylvie Aubenas (conservatrice générale des bibliothèques, directrice du département des Estampes et de la Photographie, Bibliothèque nationale de France) et composé entre autres d'Anne-Cécile Borey (commissaire d'exposition et assistante de production des expositions au musée Nicéphore-Niépce, Chalon-sur-Saône), Zoé Isle de Beauchaine (historienne de la photographie et journaliste), Aurélie Lacouchie (responsable de la bibliothèque de la MEP, déléguée du prix Nadar et membre du comité directeur de l'association Les Gens d'images)[2]

## Lauréats

### LauréatsXXesiècle

#### Années 1950, 1960, 1970
- 1955 : Werner Bischof, Japon, éd. Delpire
- 1956 : Fulvio Roiter, Ombrie, éditions Clairefontaine
- 1957 : William Klein, New York, éditions du Seuil
- 1958 : Michel Cot, La Glace à deux faces, éditions Arthaud
- 1959 : Serge Moulinier, L'Ordre grec, éditions Arthaud
- 1960 : Emil Schulthess, Afrique, éditions Delpire
- 1961 : Jean Dieuzaide, Catalogne romane, éditions Zodiaque
- 1962 : Alexandre Liberman, Les Maîtres de l'art contemporain, éditions Arthaud
- 1963 : Gilles Ehrmann, Les Inspirés et leurs demeures, éditions Le Temps
- 1964 : André Jammes, Charles Nègre photographe, éditions André Jammes
- 1965 : Madeleine Hours, Les Secrets des chefs-d'œuvre, éditions Pont Royal
- 1966 : Sam Haskins, Cow Boy Kate, éditions Prisma
- 1967 : Erich Lessing, L'Odyssée, éditions Hatier
- 1968 : John Craven, Deux cents millions d'Américains, éditions Hachette
- 1969 : Erwin Fieger, Treize photo-essais, éditions Accidentia
- 1970 : Étienne Sved, Provence des campaniles, éditions Sved Hachette
- 1971 : Henri Cartier-Bresson, Vive la France, éditions Laffont-Sélection
- 1972 : Jean-Marie Baufle et Jean-Philippe Varin[3], La Chasse photographique , Hachette
- 1973 : André Kertész, Soixante ans de photographies, éditions Le Chêne
- 1974 : Gina Lollobrigida, Italia mia, éditions Flammarion
- 1975 : Collectif, Vu par Life, éditions Life
- 1976 : Georg Gerster, La Terre de l'Homme, éditions Atlantis
- 1977 : André Martin, Les Noires Vallées du repentir, éditions Entente
- 1978 : Josef Koudelka, Gitans la fin du voyage, éditions Delpire[4].
- 1979 : Richard Avedon, Photographies 1947-1977, Denoël/Filipacchi

#### Années 1980, 1990, et an 2000
- 1980 : Jules, Louis et Henri Séeberger,  La France 1900 vue par les frères Seeberger, Belfond
- 1981 : Willy Ronis, Au Fil du hasard, éditions Contrejour
- 1982 : August Sander, Hommes du XXe siècle, éditions Le Chêne
- 1983 : François Hers, Récits, éditions Herscher
- 1984 : Collection Photo Poche, Centre national de la photographie
- 1985 : Jean-Claude Lemagny, La Photographie créative, éditions Contrejour
- 1986 : Mission photographique de la DATAR, Paysages photographiés, éditions Hazan
- 1987 : William A. Ewing, Hoyningen-Huene, L'élégance des années 30, éditions Denoël
- 1988 : André Kertész, Hologramme
- 1989 : Collectif, Splendeurs et misères du corps, éditions Paris-Audiovisuel et Musée d'art et d'histoire de Fribourg
- 1990 : Jean Mounicq, Paris retraversé, Imprimerie nationale
- 1991 : Irving Penn, En passant, édition Nathan Image
- 1992 : Michel Séméniako, Dieux de la nuit, éditions Marval
- 1993 : Gilles Mora et Walker Evans, La Soif du regard, éditions du Seuil
- 1994 : Richard Avedon, Evidence 1944-1994, édition Schirmer/Mosel
- 1995 : Jean-Pierre Montier, L'Art sans art d'Henri Cartier-Bresson, éditions Flammarion
- 1996 : Marie Cécile Bruwier, Les Pyramides de Giseh à travers l'histoire de la photographie et Alain D'Hooghe, Les Trois Grandes Égyptiennes, éditions Marval
- 1997 : Christian Bouqueret, Des années folles aux années noires, éditions Marval
- 1998 : Anthologie de la photographie africaine et de l'Océan Indien, ouvrage collectif, éd. Revue Noire  (ISBN 2909571300)
- 1999 : Michael Ackerman, End Time City, éditions Delpire
- 2000 : Raymond Depardon, Détours[5]

### LauréatsXXIesiècle
- 2001 : Jean Gaumy (photographies) et Hervé Hamon (récit), Le Livre des tempêtes, à bord de l'Abeille Flandre, éditions du Seuil
- 2002 : Larry Burrows (photos), introduction de David Halberstam, Vietnam, éditions Flammarion
- 2003 : Bernard Guillot, Le Pavillon blanc, éd. Filigrane
- 2004 : Philippe Bordas, L'Afrique à poings nus, éd. Le Seuil
- 2005 : Larry Towell, No Man's Land, éditions Textuel | Mention spéciale du jury à Olivia Colo, Wilfrid Estève et Mat Jacob pour Photojournalisme à la croisée des chemins, une coédition Marval et EMI-CFD.
- 2006 : Henri Cartier-Bresson, Scrapbook, éd. Steidl
- 2007 : Gilles Mora, La Photographie américaine, 1958-1981, Une anthologie visuelle et critique, éd. Le Seuil | Mention spéciale du jury à Fazal Sheikh pour Ladli, L'abandon des fillettes en Inde, éd. Steidl.
- 2008 : Sarah Moon, 1 2 3 4 5, éditions Delpire  (ISBN 2-85107-238-2)
- 2009 : Quentin Bajac, Clément Chéroux (dir.), La Subversion des Images - Photographie, surréalisme, film, éditions du Centre Georges Pompidou | Mention spéciale du jury à Deborah Turbeville, Le passé imparfait, 1978‐1997, éditions Steidl.
- 2010 : Jean Gaumy, D'après nature, éditions Xavier Barral | Mention spéciale du jury à Maxence Rifflet, Une route, un chemin, éditions Le Point du jour.
- 2011 : Jean-Christian Bourcart, Camden, Images en Manœuvres Éditions
- 2012 : Marc Riboud, Vers l’Orient, publié aux éditions Xavier Barral
- 2013 : Mathieu Pernot (photos) et Philippe Artières (textes), L'Asile des photographies, publié aux éditions Le Point du jour  (ISBN 978-2-912132-75-8)
- 2014 : Laurent Millet, Les Enfantillages pittoresques, Filigranes et musée des beaux-arts d'Angers.
- 2015 : Bruno Boudjelal, Algérie, clos comme on ferme un livre ?, Le Bec en l'air[6]
- 2016 : Patrick Zachmann, So Long, China, publié aux éditions Xavier Barral[7]
- 2017 : Geraldo de Barros (en), pour Sobras, éditions Chose Commune[8]
- 2018 : Paul Fusco[9], pour The Train. 8 juin 1968. Le dernier voyage de Robert F. Kennedy, publié aux éditions Textuel  (ISBN 978-2-84597-654-2)
- 2019 : Miho Kajioka, pour So it goes, the(M) éditions en coédition avec Ibasho[10]
- 2020 : FLORE, pour le livre L’odeur de la nuit était celle du jasmin, publié à la Maison CF – Clémentine de la Féronnière[11].
- 2021 : Deanna Dikeman, pour Leaving and Waving[12], publié par Chose Commune[13]
- 2022 : Celine Croze, pour Siempre que, publié par Lamaindonne[14]
- 2023 : Jean-François Spricigo, pour « nous l'horizon        resterons seul », publié par les éditions Le Bec en l'air
- 2024 : Jean-Michel André pour son livre Chambre 207, publié par les éditions Actes Sud